# 索家村站
索家村站，位于内蒙古乌兰察布市察哈尔右翼前旗，邮政编码012200，建于1989年，是京包铁路的一个车站。离北京站470公里，离包头站362公里。距上行车站红砂坝站7公里，距下行车站土贵乌拉站8公里。该站隶属呼和浩特铁路局集宁车务段。不办理客运业务，仅办理货运业务（办理专用线、专用铁道整车货物发到），为五等车站，本站及相邻上下行区间均为电气化区段。车站距离208国道约1.3公里，距集丰高速公路约5公里。